# Sœurs Travancore
Les sœurs Travancore désigne Lalitha, Padmini et Ragini (en), actrices, danseuses et interprètes dans des films malayalams, tamouls, télougous, hindis et kannadas,.
Les sœurs Travancore apprennent la danse sous la direction de Guru Gopinath (en) et Guru T. K. Mahalingam Pillai. Ragini meurt d'un cancer, en 1976, et Lalitha, en 1982. Padmini meurt en 2006. 
Peu de documents les concernant ont survécu, à l'exception de dizaines de films et d'articles dans les journaux indiens. Les sœurs Travancore grandissent dans une famille élargie appelée Tharavad (en)  au Malaya Cottage de Poojappura, Thiruvananthapuram.
Elles sont les nièces de la célèbre beauté Narayani Pillai Kunjamma, qui a éconduit le roi de Travancore pour épouser l'aristocrate propriétaire terrien Kesava Pillai de Kandamath (en) et, par son intermédiaire, elles sont liées à la mère de l'actrice Sukumari, Sathyabhama Amma, et à la famille royale de Travancore (en) par sa cousine Ambika. Uday Shankar a appelé les sœurs à Chennai (alors Madras) pour jouer dans un film basé sur la danse qu'il prévoyait de réaliser. Padmini et ses sœurs étaient les disciples du célèbre danseur indien Guru Gopinath. 
La chef matriarcale est Karthyayini Amma, dont le mari est Palakunnathu Krishna Pillai de Cherthala, alias Penang Padmanabha Pillai ou P K Pillai, qui a eu six fils, dont Satyapalan Nair (Baby), l'un des principaux producteurs des premiers films malayalam. Un autre fils de la fille de Raveendran Nair, Latika Suresh, est l'un des principaux producteurs de programmes télévisés en malayalam.
Les trois sœurs  se sont produites lors de la cérémonie des Filmfare Awards de 1955.